# Boogecho

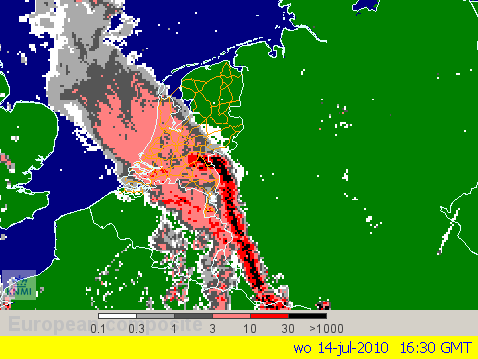
Buienlijn met een boog boven Nederland (14 juli 2010).

Een boogecho is een weersverschijnsel dat zich voordoet in een gebied waar verschillende onweersbuien zijn samengekomen in een mesoschaal convectief systeem (MCS). Door een koude, dalende luchtstroom wordt een deel van de buienlijn vooruit geduwd. Dit deel van de buienlijn is zichtbaar als een boog op radarbeelden. Als onderdeel van een MCS gaat een boogecho vaak gepaard met valwinden. Deze kunnen veel schade veroorzaken.
De lengte van een boogecho kan variëren van 20 tot 200 kilometer. Boogecho's hebben een levensduur van 3 tot 6 uur. Doordat de luchtstroom de buienlijn vooruit duwt, valt de boogecho uiteindelijk zijwaarts uiteen. Zeer krachtige boogecho's worden derecho's genoemd.